# Мі-8МСБ

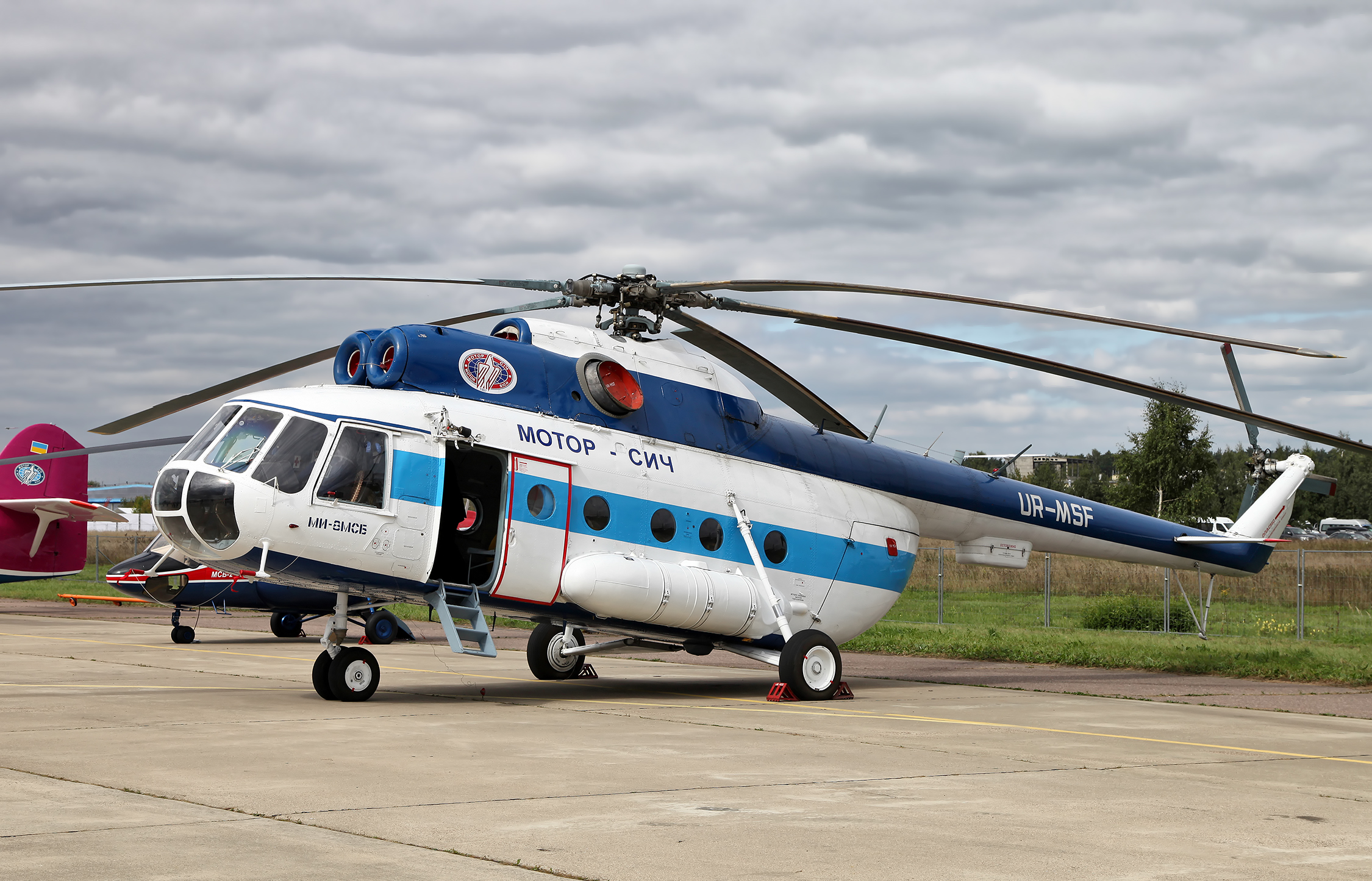
Мі-8МСБ

Мі-8МСБ (або 8МСБ) — український варіант модернізації радянського багатоцільового вертольота Мі-8, розроблений компанією «Мотор Січ».

## Опис моделі

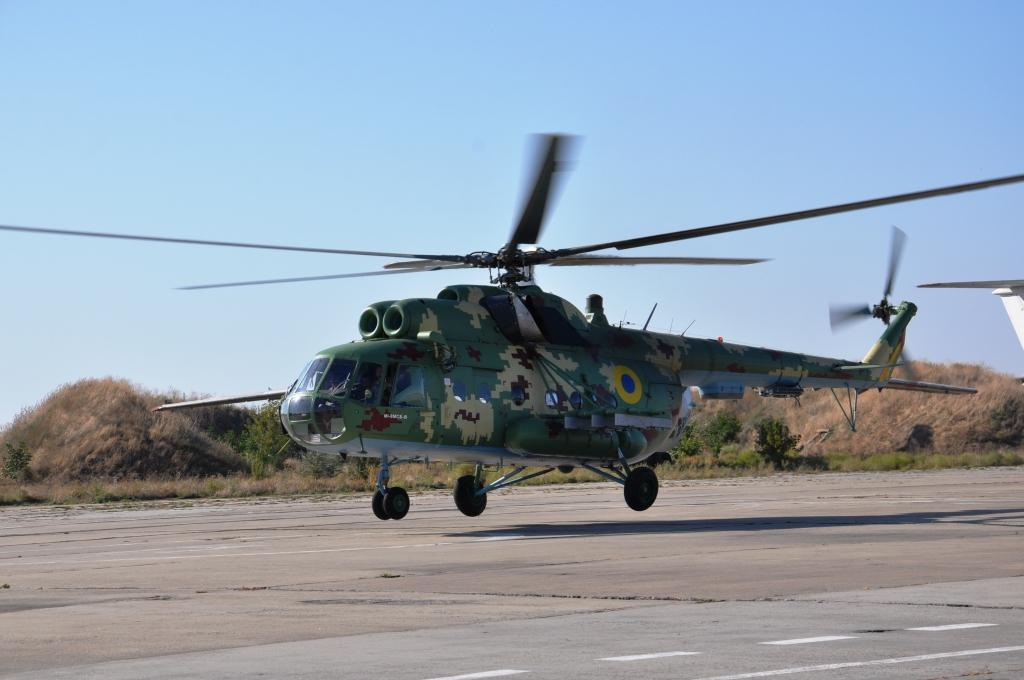
Мі-8МСБ ВМС України

У ході модернізації Мі-8 до рівня Мі-8МСБ, проводиться ремоторизація (у ході якої мотори ТВ2-117 замінюють на нові, більш потужні турбовальні двигуни ТВ3-117ВМА-СБМ1В серії 4Е виробництва «Мотор Січ» з електронним запуском), також частково змінений і реконструйований фюзеляж (у конструкції якого за більшої потужності двигунів були посилені несучі елементи), встановлена нова система запуску двигуна. Редуктор двигуна з пропускною спроможністю 2,5 тис. к.с. збережений без змін.
Заміна двигуна дозволила зменшити споживання палива — у залежності від умов експлуатації, від 10 % до 20 % (і відповідно, збільшити дальність польоту), підвищити на 30 % експлуатаційний ресурс силової установки і збільшити ефективність експлуатації вертольота (особливо в умовах гірської місцевості і високих температур — до 52 градусів за Цельсієм). Статична стеля збільшилася до 2400 м, а динамічна — до 7300 м.
У ході випробувань було встановлено, що в разі виходу з ладу одного з двигунів, вертоліт здатний злетіти на одному двигуні в режимі перевантаження.
Згідно з даними виробника, модернізація дозволяє продовжити льотний ресурс вертольота на 2 тис. льотних годин або 8 років експлуатації з можливістю подальшого продовження ресурсу вертольота до 16 років.
Військовий вертоліт Мі-8МСБ-В у ході модернізації отримує додаткове обладнання: нові системи збору, реєстрації та обробки польотної інформації, аварійний радіомаяк, лазерна система формування прицільної марки ФПМ-01кв, станція оптико-електронного придушення «Адрос», комбінований пристрій викиду теплових помилкових цілей «Адрос» КУВ 26-50, екранно-вихлопні пристрої АШ-01В для зниження температури і розсіювання потоків вихлопних газів. Крім того, на вертоліт можуть бути встановлені додаткові паливні баки і озброєння: керовані і некеровані ракети, стрілецько-гарматне озброєння, до шести авіабомб або система повітряного мінування ВСМ-1.
У кінці жовтня 2017 року озброєний двома блоками Б13Л вертоліт Мі-8МСБ (кожний блок — на п'ять 122-мм ракет С-13) здійснив практичні пуски ракет по наземним цілям.

## Бойове застосування

### Російсько-українська війна
Україна застосовувала Мі-8МСБ-В під час російсько-української війни. Зокрема, для нанесення ракетних ударів некерованими ракетами 122-мм С-13. Пуск ракет відбувався з кабрирування.
Штатно базовий гелікоптер Мі-8 такої можливості не мав та обмежувався 80-мм С-8 та 57-мм С-5.

## Оператори
- 12 вересня 2018 року представник АТ «Мотор Січ» І. Божков повідомив, що всього для збройних сил України було переобладнано і поставлено 23 вертольоти Мі-8МСБ[5].

- У жовтні 2018 року один Мі-8МСБ був куплений Берлінською вертольотною службою (Spezialflug Berlin Hubschrauberdienste)[2].

- 2 Мі-8МСБ було передано ВМСУ в 2019 році[6]

## Модифікації
- Мі-8МСБ — пасажирсько-транспортний варіант для цивільної авіації
- Мі-8МСБ-В — військовий десантно-транспортний вертоліт
- Мі-8МСБ-В — командний — повітряний командний пункт на базі Мі-8МСБ-В, неозброєний пасажирський варіант (роботи по створенню одного вертольота розпочаті навесні 2015 року)